# Leukothoe
Leukothoe (altgriechisch Λευκοθόη Leukothóē) ist nach Ovid die Tochter von König Orchamos, dem König von Babylon, und der Eurynome.
Leukothoe war von solcher Schönheit, dass Apollon sich in sie verliebte und alle anderen Geliebten vergaß, darunter auch ihre Schwester Klytia. Diese wurde eifersüchtig und berichtete Orchamos von der Liebschaft, der Leukothoe daraufhin lebendig begraben ließ. Apollon kam zu spät, um sie zu retten, und ließ einen Weihrauchbaum aus ihrem Grab wachsen. Klytia hatte sich damit die Gunst des Sonnengottes verspielt und saß betrübt neun Tage und Nächte auf einem Felsen, ohne zu essen und/oder zu trinken, das Gesicht der Sonne zugewandt. Nach neun Tagen verwandelte sie sich in eine Sonnenwende, die sich immer der Sonne zuwenden muss.
Ihr Mythos ist nur bei Ovid überliefert, Lactantius Placidus schreibt in seinen Argumenta, Ovid habe den Mythos von Hesiod übernommen.